# Vallabhsuri
Vallabhsuri appelé aussi Acarya Vijayavallabhasuri (1879-1954) est un érudit, professeur et dignitaire de haut-rang du jaïnisme de la branche shvetambara. Il est né à Baroda dans l'état du Gujarat en Inde, le 26 octobre 1870, et son prénom était Chaganbhai. Ses parents sont morts alors qu'il était enfant; il se convertit assez rapidement au jaïnisme et à la vie de moine-ascète. Il participa au mouvement de libération de l'Inde avec le Mahatma Gandhi. Il convertit de nombreux fidèles et permit à des croyants de devenir moines. Il a créé de nombreuses écoles pour aider les plus démunis et passa une bonne partie de sa vie à prêcher en voyageant en Inde. Il a beaucoup œuvré dans le Penjab; et un temple portant son nom a été construit en son honneur à Delhi. Il est reconnu comme ayant su adapter les valeurs du jaïnisme à la société moderne dans le but d'éduquer et d'aider socialement le peuple du sous-continent indien.